# Hazugságok csapdájában
A Hazugságok csapdájában (eredeti cím: Legacy of Lies) 2020-ban bemutatott amerikai akció-thriller, melyet Adrian Bol rendezett. A főszereplők Scott Adkins, Honor Kneafsey, Martin McDougall, Yuliia Sobol és Anna Butkevich.
Az Amerikai Egyesült Államokban 2020. július 28-án mutatták be, Magyarországon DVD-n jelent meg szinkronizálva 2020 augusztus közepén.

## Cselekmény
Martin Baxter MI6-ügynök visszavonul, miután egy rosszul sikerült küldetés során elveszíti feleségét. Egyedülálló apaként neveli Lisa nevű tizenkét éves kislányát, akit el szokott vinni illegális MMA küzdelmekre, hogy fogadjon meccsekre – viszont figyelmen kívül hagyja a kislánynak apja győzelmére vonatkozó taktikai tanácsait. Ezen kívül egy elhagyatott raktárban gyakorolnak célbalövést.
Hamarosan a dolgok rosszra fordulnak, amikor egy fiatal és gyönyörű újságíró, Sacha segítséget kér egy régi eset megoldásában. Martin mind az Egyesült Királyság, mind az orosz hírszerzés célkeresztjében találja magát. A lányát elrabolja és fogva tartja a KGB, Martinnak mindössze 24 órája van a titkos akták átadására, amely Sacha az ő életére is veszélyt jelent.

## Szereplők
| Szerep        | Színész          | Magyar hang     |
| ------------- | ---------------- | --------------- |
| Martin Baxter | Scott Adkins     | Galambos Péter  |
| Lisa Baxter   | Honor Kneafsey   |                 |
| Sacha         | Yuliia Sobol     | Pekár Adrienn   |
| Tatyana       | Anna Butkevich   | Solecki Janka   |
| Trevor        | Martin McDougall | Epres Attila    |
| Edwards       | Leon Sua         | Törköly Levente |
| Mark Ramley   | Matt Mitler      |                 |
| Suzanne       | Andrea Vasiliou  |                 |
| Olga          | Tetiana Nosenko  |                 |
| USA elnöke    | Jeffrey Welch    | Barbinek Péter  |